# Katie Bouman
Katherine Louise Bouman (1989) is een Amerikaanse informaticaonderzoeker aan het California Institute of Technology. Ze maakte deel uit van een samenwerkingsverband van een driehonderdtal onderzoekers die het eerste beeld ooit van een zwart gat maakten. De 'foto' werd op 10 april 2019 gepubliceerd.

## Opleiding
Bouman groeide op in West Lafayette in de Amerikaanse deelstaat Indiana. Ze liep school in de West Lafayette Junior-Senior High School en studeerde er in 2007 af. Van 2007 tot 2011 studeerde ze aan de Universiteit van Michigan en behaalde er een ingenieursdiploma. Vervolgens studeerde ze aan het Massachusetts Institute of Technology (MIT) en behaalde er in 2017 haar doctorstitel in elektrotechniek en informatica. Van 2017 tot 2019 werkte ze als postdoc aan het Harvard–Smithsonian Center for Astrophysics. Katie Bouman is docent aan het California Institute of Technology.

## Event Horizon Telescope

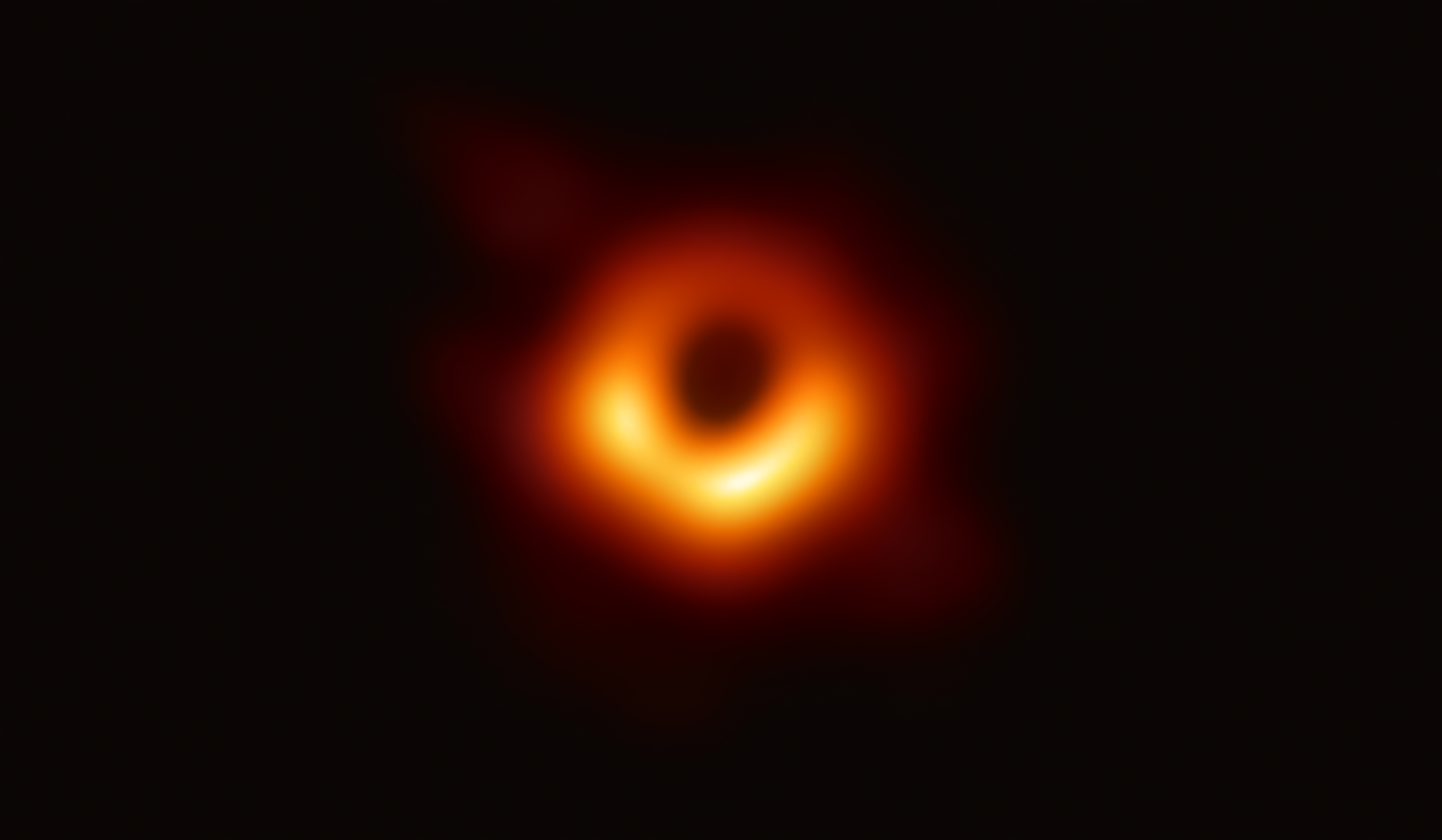
Eerste beeld van een zwart gat

Bouman leidde sinds 2016, toen ze nog aan het MIT studeerde, de ontwikkeling van een algoritme om een beeld van de omgeving van een zwart gat te maken. De grootste radiotelescoop ter wereld heeft  een diameter van 500 meter. Een foto van een zwart gat maken zou een telescoop vereisen met een doorsnee van 10.000 kilometer. De oplossing van het project Event Horizon Telescope was het coördineren van de gegevens van meer telescopen op uiteenlopende plaatsen op aarde door middel van Very-long-baseline interferometry (een techniek die gebruikt wordt bij veel langere golflengtes sinds jaren 50 van de twintigste eeuw). Om die gegevens van die telescopen samen te brengen en de gaten in de data in te vullen waren algoritmes nodig. Bouman bedacht een algoritme dat uiteindelijk niet gebruikt zou worden. Ze noemde het algoritme 'CHIRP' (Continuous High-resolution Image Reconstruction using Patch priors).
Op 10 april 2019 slaagde men er dan uiteindelijk in met de gegevens van acht radiotelescopen over de hele wereld en drie geïntegreerde algoritmes een beeld te vormen van het zwarte gat in het sterrenstelsel Messier 87.